# Boda (commune de Rättvik)
Pour les articles homonymes, voir Boda.
Boda est une localité de Suède dans la commune de Rättvik située dans le comté de Dalécarlie.
Sa population était de 515 habitants en 2019.